# Centro Comercial City Market
Centro Comercial City Market es un importante centro comercial ubicado al este de Caracas y en el centro geográfico de la Gran Caracas. Es parte del distrito comercial, financiero, turístico y cultural de Sabana Grande. El arquitecto Enrique Feldman fue el autor de esta obra arquitectónica, el cual también diseñó las residencias Pórtico del Este de Sabana Grande. City Market cuenta con una estructura de 20 mil metros cuadrados, cinco pisos y 222 locales. El arquitecto Feldman aprovechó la ubicación del proyecto, para así integrar al mall con el bulevar de Sabana Grande. 
El marco de la estructura Centro Comercial City Market fue concebido como la integración del centro comercial con el principal corredor comercial de Caracas, el bulevar de Sabana Grande, que recibe 500 mil visitantes diarios por su fuerte presencia de tiendas, cafés, restaurantes y heladerías. Según la revista Top Shopping Centers del grupo TSC Publicidad y Medios, este fue uno de los principales proyectos empresariales que se benefició de la rehabilitación Sabana Grande por PDVSA La Estancia. En el año 2012, Centro Comercial City Market fue visitado por la Mujer Vampiro en la Expo Tattoo. Aunque en un principio fue un espacio para la bohemia caraqueña y el rock venezolano, poco a poco ha expandido su target hacia la tecnología. También ha logrado ser la referencia del interior del país. El Centro Comercial City Market ha planteado una posible expansión de sus espacios en los próximos años.

## Descripción
El Centro Comercial City Market es un centro comercial de uso mixto, con torres de oficinas y espacios comerciales. El Centro Comercial City Market se divide en dos: Centro Comercial City Market y City Market Bazar. El último es de oficinas principalmente, aunque también tiene la presencia de Instituto Loscher Ebbinghaus y de centros de tatuaje. Una buena parte de sus comerciantes crecieron con el centro comercial, ya que eran pequeños empresarios que no tenían la opción de invertir en centros comerciales más grandes. A pesar de sus limitadas instalaciones, hoy en día recibe 40 mil visitas diarias en temporada baja. En las temporadas altas, el número podría triplicarse.
Inicialmente, el lema del City Market fue: "El Centro de Todos", pero posteriormente fue reemplazado por "El Centro Tecnológico de Caracas". La fortaleza de City Market fue su ubicación en Sabana Grande, muy cerca del Metro de Caracas y con buenas vías de acceso en sus alrededores. Mientras que en 2007-2008 apenas tenía 11 tiendas abiertas, la mayoría de ellas alternativas, para 2013-2014 ya tenía más de 160 tiendas abiertas. Desde 2009, el centro comercial ha fijado un target tecnológico en Caracas y tiene la presencia de Samsung y de agentes autorizados de Apple. El grupo SoyTechno presentó en el año 2017 el Samsung Galaxy S8 como primicia en el Centro Comercial City Market.

## Mercado bohemio

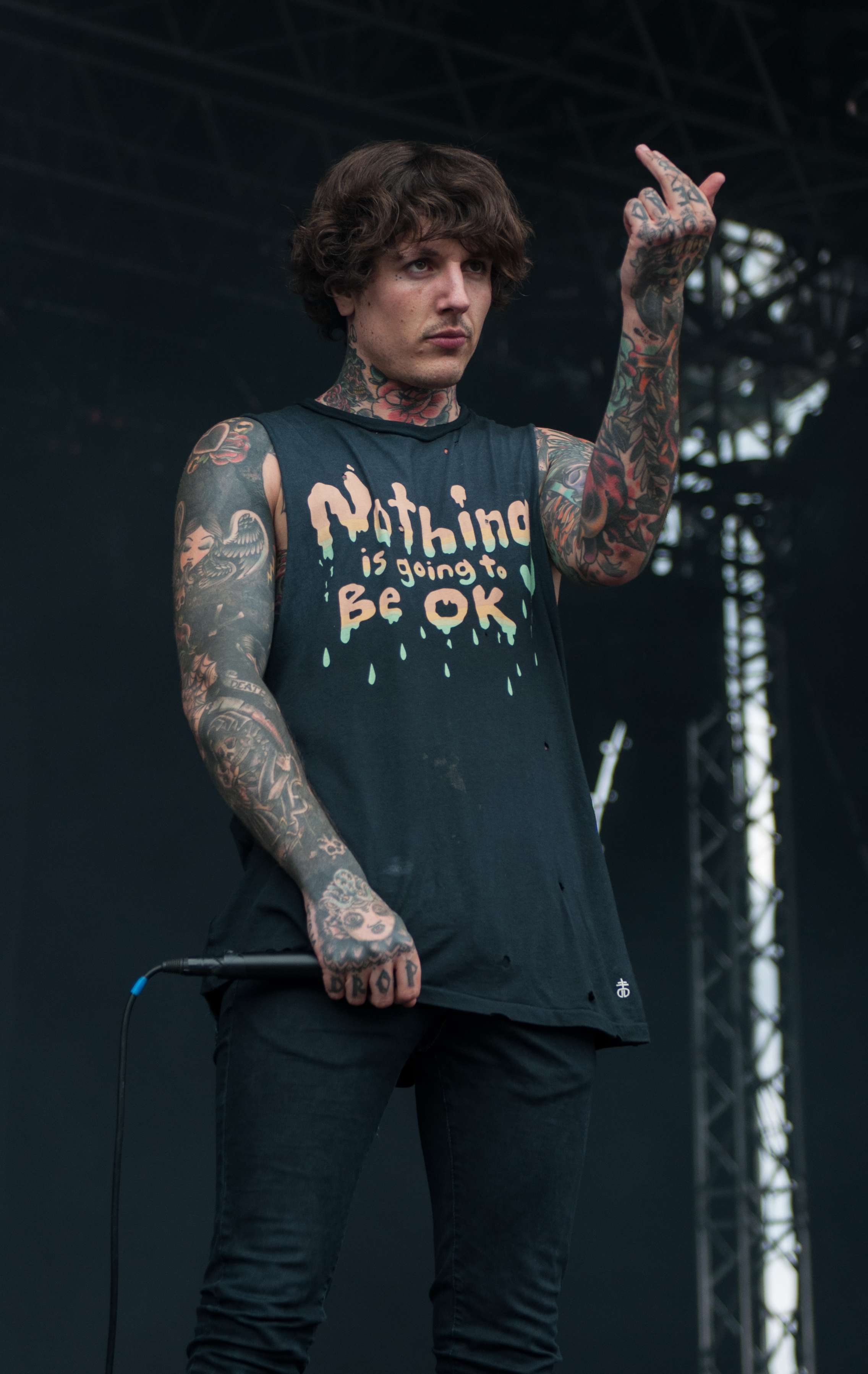
Oli Sykes de Bring Me The Horizon, banda que se presentó en el año 2011.

El Centro Comercial City Market cuenta con importantes tiendas para los bohemios, alternativos y roqueros. Hay numerosos estudios de tatuadores en el centro comercial, aunque la presencia se ha reducido. En Caracas, es uno de los principales lugares de referencia para tatuarse. También promocionado la micropigmentación en los ojos desde hace algunos años. En el año 2013, la Revista Distorxión entregó una guitarra autografiada por Good Charlotte en establecimientos del centro comercial City Market.
El Centro Comercial City Market también destaca por su centro de convenciones, en el cual se pueden realizar ferias, eventos y conciertos de bandas nacionales o internacionales. Centro Comercial City Market ha sido la sede de importantes conciertos, como el de Bring Me The Horizon en Caracas. En el año 2011, la banda de metalcore se presentó en los espacios del CECIM en Caracas. Otra banda importante que se ha presentado en el CECIM del City Market fue At The Gates en 2012. Amon Amarth también se iba a presentar en sus espacios en el año 2012, pero el concierto fue suspendido.

## Campaña de valores
Al igual que el Centro Comercial El Recreo de Sabana Grande, los espacios del Centro Comercial City Market han sido utilizados para difundir campañas de valores que fomenten la convivencia. Ambos centros comerciales tienen una ubicación estratégica en el corazón de la ciudad que les permite recibir un alto tráfico de visitantes diariamente. A través de sus espacios, diversas organizaciones no gubernamentales de inteligencia social le llegan a la sociedad venezolana. El Centro Comercial City Market ha sido parte de los centros comerciales que se han comprometido con la creación de conciencia civil y ciudadana.